# Ⱥ
La Ⱥ barrada (minúscula : ⱥ), es una letra latina adicional utilizada en la escritura de las lenguas chinantecas y saanich, lenguas indígenas de América.

## Uso

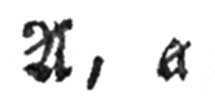
La letra Ⱥ usada por Kristian Kølle, en el estilo de escritura gótico alemán.

El autor noruego Kristian Kølle propuso el uso de una A barrada para una ortografía puramente fonética daneso-noruega en dos libros: Kort Beskrivelse over Snarøen ( Breve descripción de Snarøen 1792) y Ær dæt fårnuftigt at have Religion? (¿Es razonable tener religión? 1794). La forma ⱥ seguía el modelo de la letra ø danesa y noruega (la o barrada) para sustituir al dígrafo aa, que representa una vocal posterior semicerrada redondeada [o]. Como la ortografía de Kølle debía ser fonética en lugar de mantener las etimologías de las palabras, la ⱥ también servía para reemplazar a la o.  Hoy la letra å ha reemplazado al dígrado aa (que proviene de á del nórdico antiguo) mientras que la o mantiene sus dos pronunciaciones: [o] y [u], según la etimología.
En dialectología alemana, Otto Bremer usa la a barrada ⟨ⱥ⟩ en su transcripción fonética.
También se utiliza en la escritura de las lenguas chinantecas con la ortografía del INALI.

## Unicode
El tachado A se puede representar con los siguientes caracteres Unicode:
| Carácter      | Ⱥ                                  | Ⱥ                                  | ⱥ                                | ⱥ                                |
| ------------- | ---------------------------------- | ---------------------------------- | -------------------------------- | -------------------------------- |
| Unicode       | LATIN CAPITAL LETTER A WITH STROKE | LATIN CAPITAL LETTER A WITH STROKE | LATIN SMALL LETTER A WITH STROKE | LATIN SMALL LETTER A WITH STROKE |
| Codificación  | decimal                            | hex                                | decimal                          | hex                              |
| Unicode       | 570                                | U+023A                             | 11365                            | U+2C65                           |
| UTF-8         | 200 186                            | C8 BA                              | 226 177 165                      | E2 B1 A5                         |
| Ref. numérica | &#570;                             | &#x23A;                            | &#11365;                         | &#x2C65;                         |